# Ve Interactive
Ve Interactive  (вимовляється "Ві інтерактив") – міжнародна технологічна компанія з головним офісом в Лондоні. У компанії працюють більше 300 співробітників. Ve Interactive має більш 4,5 тисяч клієнтів в галузі електронної комерції по всьому світу: фірма має 12 офісів і використовує в своїй роботі 19 мов. Компанія пропонує рішення з покращення ефективності інтернет-магазинів  ,  допомагаючи збільшувати оборот компаній в області інтернет-торгівлі .  Рішення Ve Interactive станом на серпень 2014 використовуються компаніями-клієнтами в 43 країнах світу.
Ve Interactive розташоване в технологічному кластері Тех-Сіті (East London Tech City), частини Лондона, яка відома своїми технологічними стартапамі . Ve Interactive знаходиться в історичному районі Лондона Клеркенвелл.
Окрім рішень в сфері електронної комерції, Ve Interactive проводить моніторинг даних в сфері онлайн-торгівлі і регулярно публікує свою статистику про тенденції на ринках, на яких здійснює свою діяльність .
У 2013 році річний обсяг виручки Ve Interactive оцінювався в 23 млн фунтів стерлінгів; Прогноз на 2014 рік становить 400 млн.

## Історія
Фірма Ve Interactive була створена в жовтні 2009 року Девідом Дж. Брауном, британським серійним підприємцем, як технологічний стартап. З тих пір вона швидко росла, що відображає зростання до 300% в річному численні.

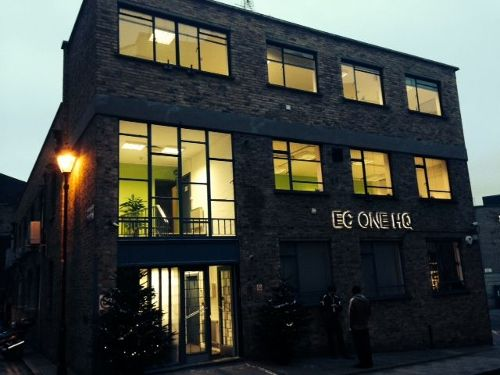
Штаб-квартира Ve Interactive в Лондоні

З моменту свого заснування в Лондоні, Ve Interactive заснувала відділення в наступних містах по всьому світу:
- Бостон (лютий 2011)
- Стокгольм (жовтень 2011)[9]
- Сідней (листопад 2011)[10]
- Сан-Паулу (січень 2012)[11]
- Берлін (штаб-квартира для регіону  Німеччини, Австрії i Швейцарії (липень 2012))[12]
- Мюнхен (жовтень 2012)[13]
- Шанхай (січень 2013) [14]
- Париж (червень 2013) [15][16]
- Амстердам (липень 2013) [17][18]
- Токіо (січень 2014)[19]
- Гонконг (квітень 2014) [20][21]

Лондонська штаб-квартира обслуговує ринок Британії, але також має спеціалізовані групи для Італії, Польщі, Росії та Іспанії.